# Monkey Business (пісня Skid Row)
"Monkey Business" пісня американського гурту Skid Row. Вона була першим синглом з другого альбому Slave to the Grind та відзначила їх перехід від потужного глему до взагалі важкого металу. Це одна з найвідоміших їхніх пісень. Сингла, який вийшов у 1991 році, було написано колегами по гурту Рейчелом Боланом та Дейвом "Змієм" Сабо. Пісня стала найбільшим хітом на Slave to the Grind, та хоча й не попала до TOP 40, проте  досягла 13-го місця в Mainstream Rock Tracks й донині активно транслюється на рок-радіостанціях. Відео на цю пісню отримало широку ротацію на MTV та підняло альбом до подвійного платинового статусу. Разом з "Youth Gone Wild" з першого альбому, вона вважається фірмовою піснею гурту.
Також пісня сягнула 19-го місця в UK Singles Chart.

## Список треків
1. "Monkey Business"
2. "Slave to the Grind"
3. "Riot Act"